# Bárbara Recanati
Bárbara Recanati, más conocida como Barbi Recanati (28 de noviembre de 1986, Buenos Aires) es una música y productora de rock argentina. Ha sido nominada dos veces al Latin Grammy y es ganadora del premio Gardel. Además de su música, dedicó sus últimos años al activismo feminista y LGBTQ+, grabando discos y promocionando artistas con su sello Goza Records junto a la radio Futurock,  y sus columnas, libro y podcast Mostras del Rock.

## Trayectoria
Es hija de madre española y padre argentino.

### Carrera solista
En agosto de 2018 lanzó su primer disco EP como solista, titulado Teoría espacial, producido en el Estudio Átomo por quien se transformaría en su productor y guitarrista hasta el presente, Juan Manuel Segovia. Presentando una nueva formación junto a sus amigos Juan Manuel Segovia en guitarra, Tomás Molina Lera en Batería, Marilina Bertoldi en Bajo y Lux Raptor en Teclados.
El 20 de marzo del 2020 lanzó su primer disco Ubicación en tiempo real, nominado al Latin Grammy y ganador del premio gardel como mejor disco alternativo. 
En mayo del 2022 Barbi fue invitada junto a su banda para grabar una sesión en los estudios de la radio alternativa KEXP, en Seattle, Estados Unidos. En junio de 2023 presentó su último y segundo disco El final de las cosas.
Además de participar en festivales como Lollapalooza, Quilmes Rock y otros, Barbi presentó sus canciones en vivo en los últimos años por México, España, Uruguay y Estados Unidos. 

### Género y rock
Goza Records

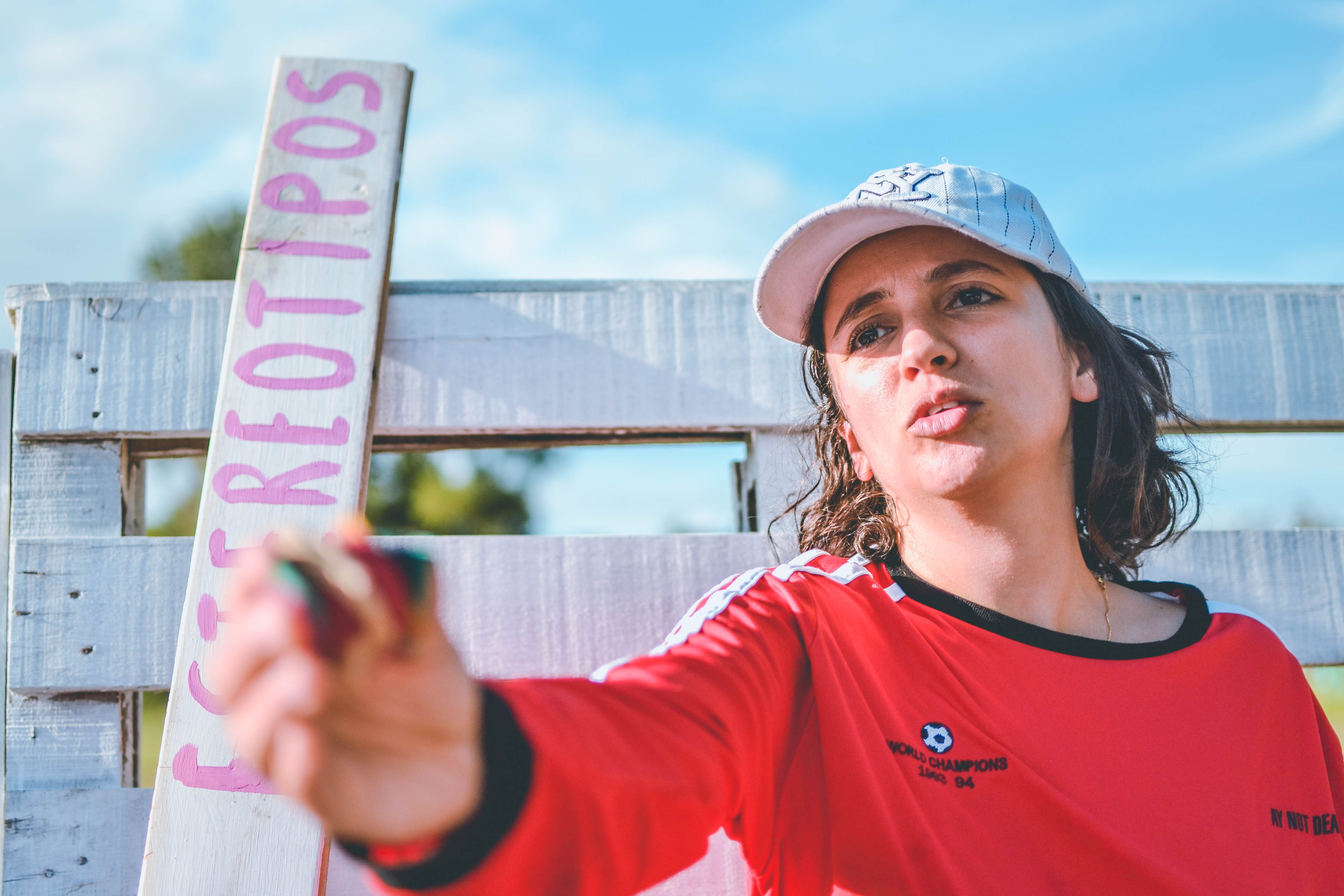
Recanati ha expresado que "es muy necesario empezar a inventar nuevos espacios, lugares y contextos donde hacer arte".

En junio de 2018, Recanati anunció la fundación de un sello discográfico llamado Goza Records, en sociedad con Futurock. Desde entonces la discográfica lanzó durante el primer año disco/EP por mes de mujeres y disidencias y actualmente promociona y distribuye música de todo el país. Entre ellas se encuentran Paula Maffia, Las Ex, Hija de Tigre, Tranki Punki, Valen Bonetto, Las Vin Up, Melanie Williams y más. Así mismo, como directora y representante, Recanati ha participado en charlas sobre feminismo e inclusión en la industria musical, entre las cuales se encuentra el Goza Tour, una gira nacional de encuentros organizados por Futurock y British Council, donde la cantante habla con artistas jóvenes sobre nuevas formas de crear arte desde el feminismo y la inclusión. El cierre de este ciclo lo hizo en Buenos Aires y Chile junto a sus amigas Francisca Valenzuela y Shirley Manson, quien se refirió a Barbi una fuente de inspiración para su último disco No Gods No Masters. 
Mostras del Rock
A fines del 2018, Futurock lanzó un podcast llamado Mostras del Rock, guionado y conducido por la artista. El podcast relata en 7 episodios, la historia del rock a través de historias y mujeres invisibilizadas. El ciclo abarca desde Rosetta Tharpe hasta Cher, pasando por relatos del punk, las girls bands, el movimiento riot grrrl, y más.
En el 2020 Barbi presentó el libro inspirado en el podcast Mostras del Rock, con la colaboración de la ilustradora colombiana Power Paola. El libro fue nombrado de interés cultural por la legisladura de Buenos Aires y fue editado en España, Brasil, Chile, México y Argentina.

### Utopians

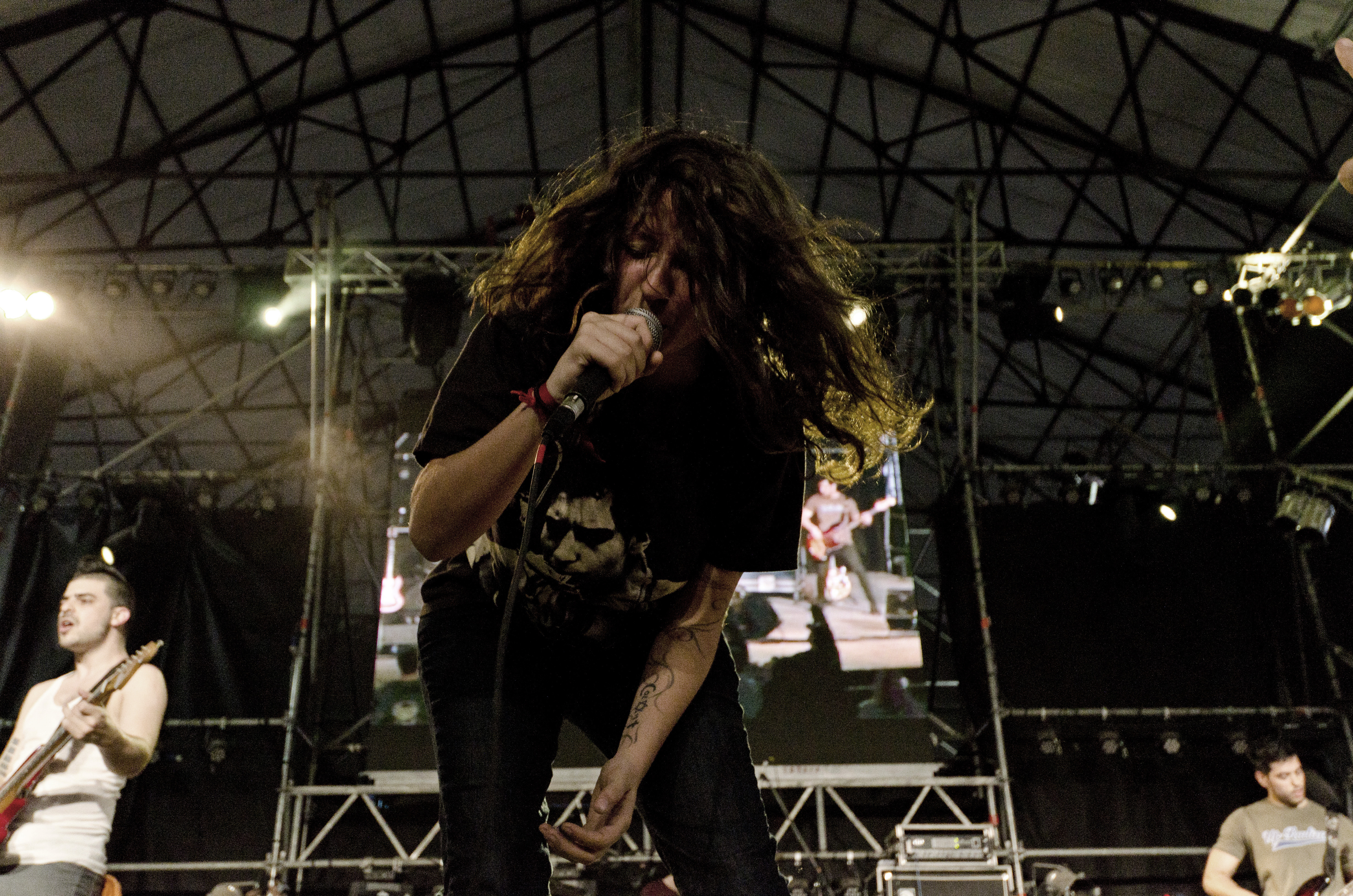
Bárbara Recanati con Utopians en 2012.

En 2005, junto a Martín Fuscaldo en batería, Gustavo Fiocchi en guitarra, Mario Romero en bajo, forma el grupo de rock Utopians que, tras varios EP, lanzó su primer disco en 2007. Su estilo estuvo fuertemente identificado con los grupos de la escena punk de Nueva York de los años setenta.
En su edición de septiembre de 2012 la revista Rolling Stone posicionó a Recanati en el puesto número 97 de "Los cien mejores guitarristas del rock argentino".
Fueron teloneros de The Cure, Guns n Roses, Muse, The Cult y participaron de festivales como Vive Latino (México), SXSW (Austin, TX), Cosquin Rock, Quilmes rock entre otros.
Luego de varios discos con productores locales, en 2016, Utopians lanzó su quinto álbum de estudio, Todos nuestros átomos. Fue grabado junto a Álvaro Villagra y Jimmy Rip, reconocido por su trabajo con Mick Jagger y por ser el guitarrista de Television. Ese mismo año fueron la banda soporte de Garbage en su recital en Buenos Aires, a pedido de Shirley Manson y Todos nuestros átomos fue nominado a un Grammy Latino en la categoría "Mejor Álbum de Rock".
En 2017, luego de haber desvinculado a Gustavo Fiocchi por denuncias de acoso sexual a menores, Utopians anunció su separación. Su último show fue en noviembre de ese año en el Personal Fest.